# Meghan Trainor
Meghan Elizabeth Trainor (Nantucket, Massachusetts, 22 de desembre de 1993) és una cantant, compositora i productora estatunidenca. Va saltar a la fama després de fitxar per Epic Records el 2014 i llançar el seu senzill de debut "All About That Bass", que va aconseguir el número u a la llista Billboard Hot 100 dels Estats Units i va vendre 11 milions de còpies a tot el món, i va suscitar crítiques pel seu contingut líric. Trainor ha publicat tres àlbums d'estudi amb la discogràfica i ha rebut diversos premis i nominacions, inclòs el premi Grammy 2016 a Grammy a la millor artista nova.
Després del primer senzill va publicar el seu àlbum d'estudi debut, Title (2015), que va ingressar a la número 1 del Billboard 200 dels Estats Units i va situar quatre senzills entre els quinze principals de la Billboard Hot 100: «All About That Bass», «Lips Are Movin», «Dear Future Husband»i« Like I'm Gonna Lose You ». Title va vendre més d'un milió de còpies als Estats Units i va ser certificat platí per la RIAA.

## Primers anys
Meghan Elizabeth Trainor va néixer el 22 de desembre de 1993 a Nantucket (Massachusetts), filla dels joiers Kelli i Gary Trainor, té un germà gran anomenat Ryan i un germà menor anomenat Justin, va començar a cantar amb sis anys en una església metodista amb el seu pare, que era professor de música i organista. La família de Trainor la va animar a seguir amb els seus interessos musicals i ella havia dit al seu pare que volia ser cantant. Va començar a escriure cançons i a gravar-les amb el programa d'àudio digital GarageBand. Trainor va començar amb el seu propi disseny de la cançó "Heart and Soul" (1938). Segons la seva mare, Trainor "tocava molt d'orella" i tocava la música sense formació formal. El seu pare volia que explorés tots els gèneres musicals. Quan tenia 12 anys, Trainor va començar a actuar en el grup de versions Island Fusion, en el que també estaven la seva tia, el seu germà petit i el pare. Tocaven música soca i les pròpies composicions de Trainor. Va estar en el grup durant quatre anys, cantant i tocant el piano, la guitarra i el bongo. Tocaven versions de Bob Marley en bars i fins i tot van ser teloners del cantant jamaicà Beenie Man. Als 13 anys, Trainor havia escrit la seva primera cançó original, "Give Me a Chance".
Trainor i la seva família van abandonar Nantucket quan ella estava en vuitè grau, traslladant-se temporalment a Orleans, Massachusetts, abans de mudar-se a North Eastham. Va entrar a la Nauset Regional High School i va estudiar guitarra, va tocar la trompeta i va cantar en una banda de jazz durant tres anys, a més de ser animadora suplent. Quan era adolescent, els pares de Trainor la van animar a assistir a convencions de compositors que la portaven a llocs on les productores buscaven nous artistes i compositors. Als 15 anys, va rebre classes de guitarra de Johnny Spampinato, antic membre de NRBQ. Durant aquesta època, Trainor va utilitzar Logic Studio per gravar i produir les seves composicions i més tard va treballar de forma independent en un estudi a casa seva construït pels seus pares.

## Carrera artística

### 2009–2013: Inicis de la seva carrera

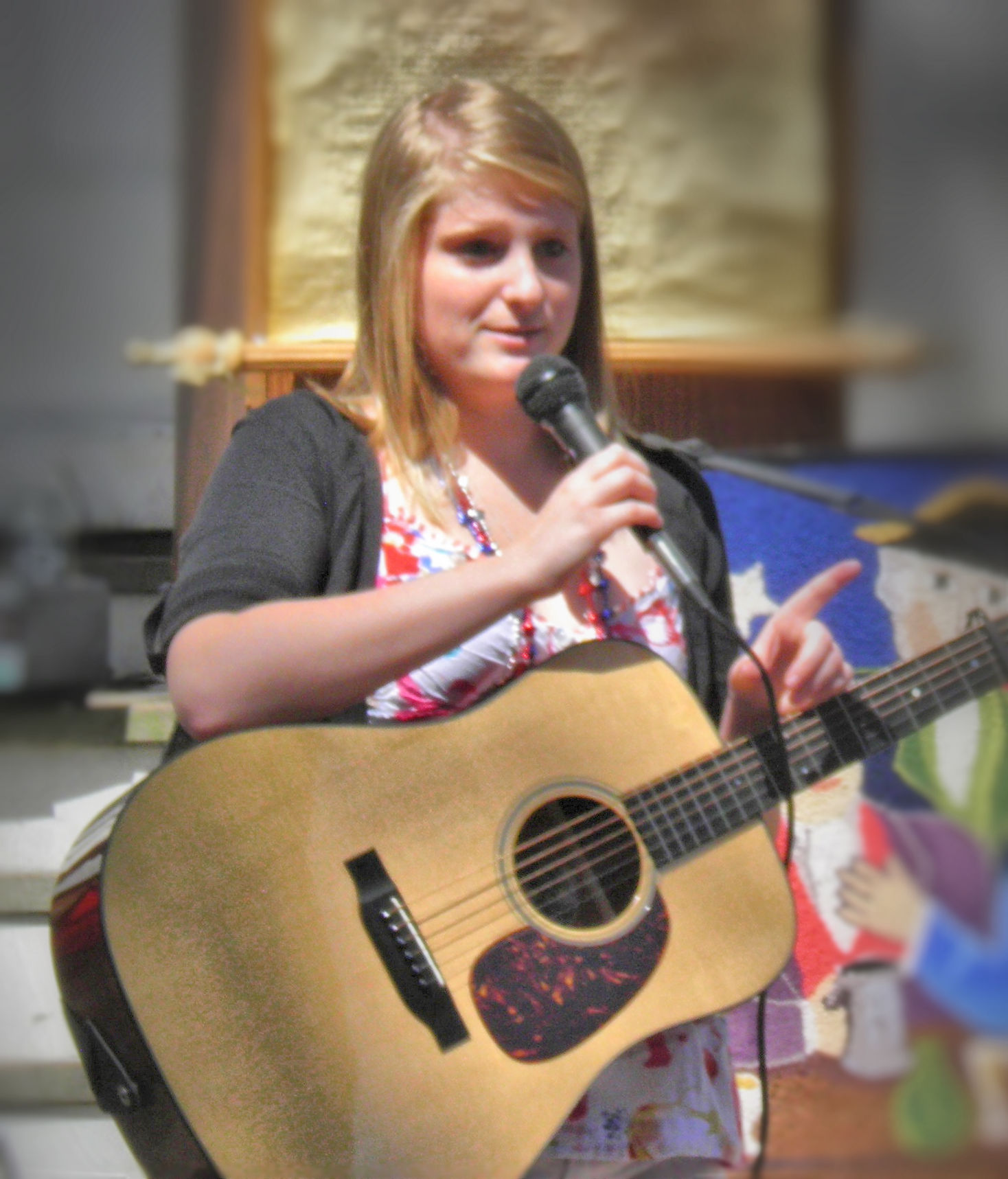
Trainor cantant "Take Care of Our Soldiers" a l'Església Metodista Unida de Nantucket, juliol de 2010

Entre els quinze i els disset anys, Trainor va publicar de forma independent tres àlbums amb material que havia escrit, gravat, interpretat i produït. Es va matricular al Programa d'Actuació d'Estiu del Berklee College of Music durant els mesos de mitjans de 2009 i 2010. El seu àlbum debut Meghan Trainor es va publicar el 25 de desembre de 2009. Trainor va llançar la cançó "Take Care of Our Soldiers" el 16 d'abril de 2010, la recaptació del qual es va destinar íntegrament a les organitzacions United Service Organizations (USO) i Cape Cod Cares for Our Troops. L'any següent Trainor va llançar els àlbums acústics I'll Sing with You i Only 17.
En una conferència musical a Nashville, Trainor es va presentar a Al Anderson, antic membre de NRBQ, que va quedar impressionat per la seva forma de compondre i la va remetre a la seva editora, Carla Wallace, de la firma de publicacions musicals Big Yellow Dog Music. Encara que a Trainor se li havia ofert una beca completa per al Berklee College of Music, va decidir seguir la seva carrera de compositora i va signar amb Big Yellow Dog Music el 2012. Va començar la seva carrera com a compositora per encàrrec a causa de la seva capacitat per compondre en una varietat de gèneres, publicant cançons per a altres artistes però sense estar segura de convertir-se en una artista d'enregistrament ella mateixa. El seu pare va dir: "Ella pensava que era una de les noies grosses que mai seria una artista". Trainor es va graduar al Nauset Regional High School en 2012. Va llançar la seva cançó "Who I Wanna Be" per a descàrrega digital el 24 d'abril del 2012.
Al llarg del 2013, Trainor va viatjar a Nashville, Nova York i Los Angeles, on va escriure i va ajudar a produir cançons country i pop. Va cantar com a veu principal i de fons en maquetes per a altres artistes i la seva veu es va utilitzar ocasionalment en les gravacions finals. Trainor va coescriure la cançó "In the Sun", que va ser llançada com a senzill per l'artista danesa Aya Katrine el maig del 2013. El juny de 2013, Trainor va conèixer el productor Kevin Kadish a Nashville a través de Wallace i d'un amic comú. Tant a Kadish com a Trainor els agradava la música d'estil retro i van començar a gravar junts durant aquell mes. Més tard, Trainor es va sentir frustrada per haver de desplaçar-se de Nantucket a Los Angeles per a les sessions de composició. Els seus pares no volien que es traslladés, ja que seria car, així que el novembre d'aquell any, Trainor va decidir traslladar-se a Nashville en comptes de a Los Angeles. Allà va escriure cançons per a una sèrie d'artistes com Hunter Hayes, Rascal Flatts, R5, i Sabrina Carpenter.

### 2014–2015: Revelació i fama mundial ambAll About That Bass
Kadish i Trainor van coescriure "All About That Bass" al novembre de 2013. La cançó es va inspirar en la lluita de Trainor per acceptar la seva aparença i els seus sentiments d'inseguretat en veure fotos de si mateixa. El duo va oferir la cançó a diveres discogràfiques, totes les quals van rebutjar la cançó doo-wop perquè no era prou "Synthpop". Trainor va conèixer més tard a Paul Pontius, l'agent d'A&R d'Epic Records, i va interpretar "All About That Bass" per a ell. Pontius va organitzar una reunió amb el president de la discogràfica, L.A. Reid, durant la qual Trainor va interpretar la cançó per a Reid, que la va contractar 20 minuts després. Posteriorment, Trainor va contractar a Troy Carter com el seu mànager i va llançar "All About That Bass" el 30 de juny de 2014. La cançó va ser número u en 58 països, el seu vídeo musical es va fer viral i va vendre 11 milions d'unitats a tot el món, va passar vuit setmanes consecutives al cim del Billboard Hot 100 i va ser certificada com a diamant per la Recording Industry Association of America (RIAA). Els mitjans de comunicació, com Vice, The Fader i Complex, van acusar Trainor d'apropiació cultural a "All About That Bass". Paul de Barros, del Seattle Times, va comentar que Trainor té un accent similar al d'una "dona jove, urbana i afroamericana" a la cançó, mentre que la seva lletra "bringing booty back/them skinny bitches that" va ser criticada per Kelsey McKinney, de Vox Media, per menysprear les persones amb cossos més petits. Trainor va justificar l'ús de la lletra dient "és una broma, sé que fins i tot tu penses que estàs grossa" just després.

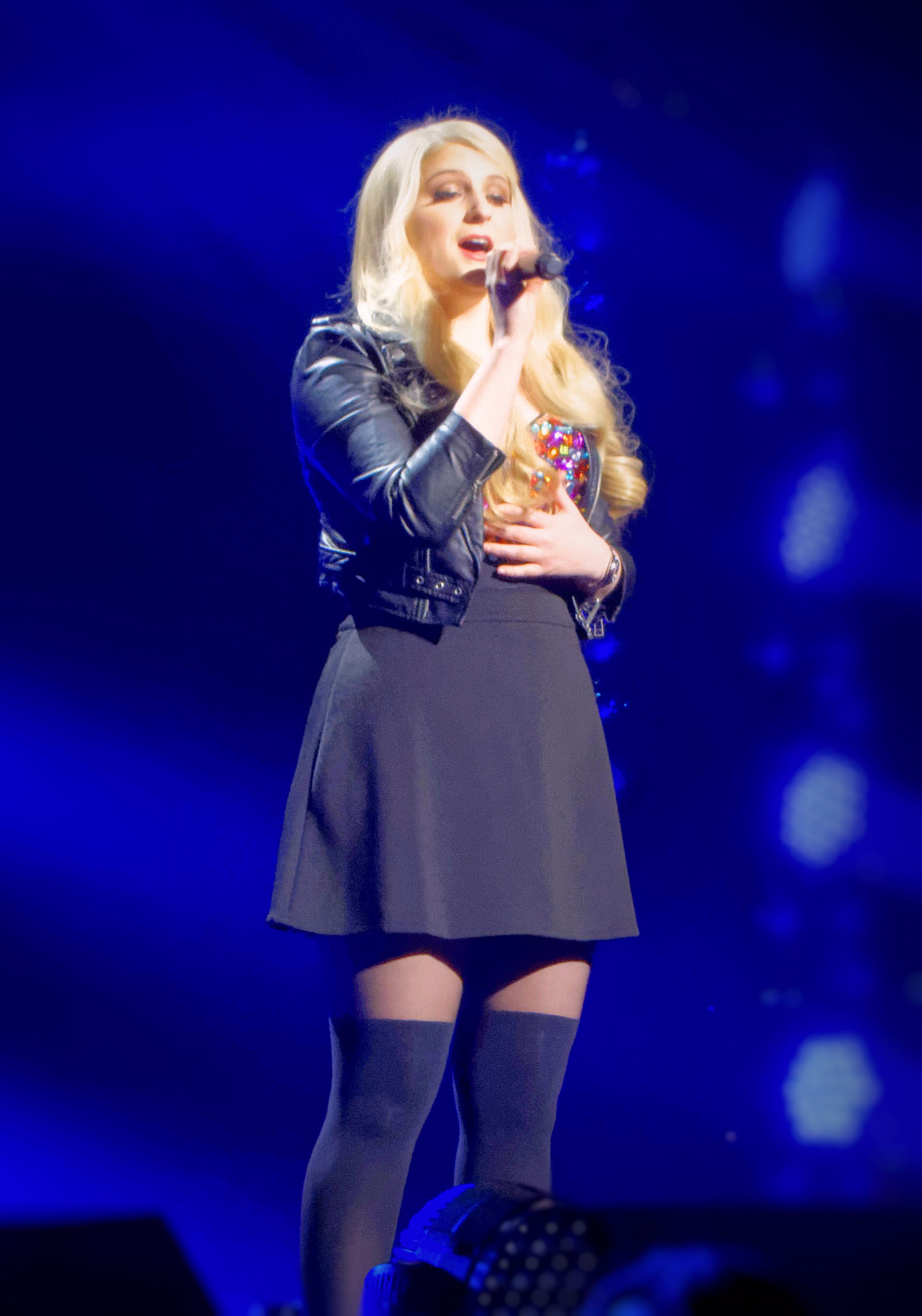
Trainor actuant a Filadèlfia durant el Jingle Ball Tour 2014

El 9 de setembre de 2014 va sortir a la venda Title, el primer extended play de Trainor, les cançons del qual van ser compostes per Trainor i Kadish. L'EP va aconseguir el número 15 al Billboard 200 dels EUA i el número 17 a la llista d'àlbums del Canadà. Stereogum i Out van assenyalar que l'EP demostrava que Trainor podia durar més que l'èxit del seu primer senzill. Els crítics musicals, com McKinney i LV Anderson van escriure que la cançó que dona títol a l'EP i "All About That Bass" són antifeministes; Anderson va afirmar que les cançons transmeten el missatge que "el valor d'una dona el defineixen els homes" i donen un exemple negatiu al públic femení jove de Trainor. Trainor va respondre a les afirmacions antifeministes comentant: "No ho sé, noi! Només vaig escriure una cançó divertida sobre estimar el teu cul i estimar el teu cos". El 21 d'octubre d'aquell any va llançar el seu segon senzill, "Lips Are Movin", una cançó retro en una línia similar a la seva predecessora. La cançó va aconseguir el número quatre al Billboard Hot 100, i també va arribar al top 10 a Austràlia, Canadà, i Nova Zelanda. i Billboard la va classificar com la quarta artista revelació de l'any, situant-la al lloc 12 de la seva llista anual de les persones més poderoses de la música menors de 21 anys.
Els tres àlbums autoeditats de Trainor van ser retirats de la venda en el període previ al llançament del seu àlbum d'estudi debut Title, que va substituir el seu EP del mateix nom a la iTunes Store, i va ser llançat el 9 de gener de 2015. A Metacritic, que assigna una puntuació mitjana ponderada sobre 100 a les ressenyes dels crítics del corrent principal, va rebre una puntuació mitjana de 59 basada en 13 ressenyes. L'àlbum va debutar en el número u del Billboard 200 dels Estats Units, obtenint una certificació de triple platí de la RIAA. Va ser el novè àlbum més venut de 2015 a tot el món, amb 1,8 milions de còpies venudes segons la IFPI. Els últims singles de l'àlbum, "Dear Future Husband" i "Like I'm Gonna Lose You", van aconseguir el top 20 del Hot 100, i aquest últim va arribar al número u de la llista de senzills australiana. El videoclip de "Dear Future Husband", en què apareix Trainor fregant el terra d'una cuina, va suscitar crítiques i a Internet se'l va titllar de "sexista" i "antifeminista" per la seva representació dels estereotips de gènere tradicionals. Ella va respondre a les crítiques dient: "però no, no crec que ho fos [sexista]. Crec que només estava escrivint la meva cançó per al meu futur marit allà fora, on sigui que estigui". Trainor va fer un duo amb Charlie Puth al seu single de debut "Marvin Gaye", que es va publicar el febrer de 2015.
Trainor va començar la seva primera gira de concerts com a artista principal, That Bass Tour, l'11 de febrer de 2015, amb la banda australiana Sheppard com a teloners. L'àlbum també es va promocionar a través de la gira MTrain Tour, amb Puth i Life of Dillon com a teloners. La gira anava a començar el 3 de juliol però a Trainor se li va diagnosticar una hemorràgia a les cordes vocals aquell mes i el seu equip mèdic li va ordenar que se sotmetés a un descans vocal complet, endarrerint les dues primeres dates de la gira. El juliol, va anunciar que estava escrivint la cançó "Better When I'm Dancin'" per a la banda sonora de The Peanuts Movie (2015). L'11 d'agost del 2015, Trainor va anunciar la cancel·lació de la resta de la seva gira per Amèrica del Nord i va dir que se sotmetria a una cirurgia per solucionar el problema amb les seves cordes vocals. L'1 de setembre de 2015, va confirmar que s'havia sotmès a la cirurgia amb èxit i que necessitaria un període de recuperació de sis setmanes abans de tornar a actuar. Trainor va aparèixer com a convidada musical a la tercera temporada de la comèdia de televisió nord-americana Undateable. A finals de 2015, la cantant nord-americana Who Is Fancy va llançar el senzill "Boys Like You", en què participen ella i Ariana Grande. Trainor va guanyar el premi Grammy a la Millor Artista Nova a la 58a edició dels premis Grammy.

### 2016–2017:Thank You

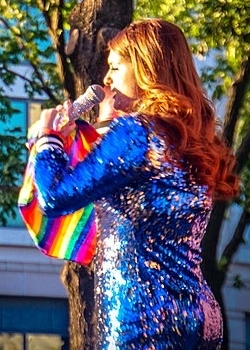
Trainor actuant a Washington D.C. durant el Capital Pride el juny de 2016

Trainor va dir a I! Online el 7 de gener del 2016 que gairebé havia acabat de treballar en el que seria el seu segon i més important àlbum d'estudi, Thank You. Va dir a MTV News que l'àlbum estava influenciat per la música d'Elvis Presley, Aretha Franklin i Bruno Mars, i inclou una col·laboració entre ella i R. City. El primer senzill de l'àlbum, "No", va ser produït per Ricky Reed, i es va llançar el 4 de març de 2016, la cançó de R&B va aconseguir el número tres al Billboard Hot 100. Poc després del llançament de "No", Trainor va llançar els senzills promocionals "Watch Me Do", "I Love Me","Better" (amb el raper nord-americà Yo Gotti), i "Mom", en el que apareix la mare de Trainor. El segon senzill de l'àlbum, "Me Too", es va publicar el 5 de maig; el vídeo que l'acompanyava es va estrenar quatre dies després, però es va retirar aquell mateix dia a causa d'una manipulació digital no autoritzada del cos de Trainor. Una versió no editada del vídeo es va publicar l'endemà. La cançó va aconseguir el número 13 al Billboard Hot 100. Una actuació de la cançó al programa The Tonight Show Starring Jimmy Fallon va cridar l'atenció quan Trainor va caure a terra mentre intentava agafar un suport de micròfon.
Thank You va sortir a la venda el 6 de maig de 2016. L'àlbum va rebre crítiques diverses, resultant en una puntuació de Metacritic de 60 basada en 10 d'elles, i va debutar en el número tres al Billboard 200 dels Estats Units; va ser certificat com a platí als Estats Units per les vendes superiors al milió d'unitats. El juliol, Trainor es va embarcar en la gira The Untouchable Tour en suport de l'àlbum, amb Hailee Steinfeld i Common Kings com teloners."Better" va ser llançat com el tercer senzill de l'àlbum l'agost del 2016, i va comptar amb un vídeo musical que inclou un cameo de Beau Bridges. Trainor va aparèixer en tres cançons d'altres artistes el 2016, "Forgive Me Father" de l'àlbum Major Key de DJ Khaled,"Someday" de l'àlbum Nobody but Me de Michael Bublé, i "Baby, It's Cold Outside" de l'àlbum Glow de Brett Eldredge. Va ser coautora de múltiples cançons aquell any, incloent "Ain't Your Mama" de Jennifer López i "You Gotta Not" de l'àlbum Glory Days de Little Mix. El 24 de febrer de 2017, Trainor va llançar el senzill "I'm a Lady", que va gravar per a la pel·lícula Els Barrufets: El poble amagat, en la qual també posava la veu a un personatge anomenat Barrufet melodia.

## Influències
Durant la seva infància, el pare de Trainor la va introduir a la música dels anys 50, el doo-wop, el jazz i l'obra de James Brown i va créixer escoltant soca i música caribenya i atribueix a la música dels anys 50, a la soca i a la música de Frank Sinatra la seva influència en la seva mescla de hip hop i música pop. Trainor va conèixer la soca als set anys, quan la seva tia es va casar amb el cantant de soca Burton Toney. Com a compositora, s'ha vist influïda pel repertori de Sinatra, del qual ha dit: “Ja ningú no escriu així, perquè és difícil”. Ha descrit Stevie Wonder i Phil Collins com les seves inspiracions, i ha citat Bruno Mars com una de les seves majors influències. Ha citat Beyoncé com "l'artista que més admira". Trainor ha citat artistes com Ariana Grande, Jason Mraz i T-Pain com a influències en el caràcter "optimista i alegre" de la seva música. Aretha Franklin i Elvis Presley van ser influències en Thank You, mentre que el seu single principal "No" s'inspira en Britney Spears, Destiny's Child i NSYNC.

## Vida personal
El 2023, en un capítol del pòdcast que comparteix amb el seu germà Ryan, va anunciar públicament que tenia vaginisme.

## Discografia

### Àlbums
- Meghan Trainor (2019)
- I'll Sing with You (2011)
- Only 17 (2011)
- Title (2015)
- Thank You (2017)
- Treat Myself (2020)
- A Very Trainor Christmas (2020)
- Takin' It Back (2022)

### Àlbums en directe
- Spotify Sessions (2015)
- Spotify Singles (2018)

### EP
- Title (2014)
- The Love Train (2021)

### Senzills
- All About That Bass (2014)
- Made You Look (2022)
- Made You Look (feat. Kim Petras) (2023) (amb Kim Petras)

### Com a artista convidada
- Marvin Gaye (2015) (Charlie Puth amb Meghan Trainor)
- Just Got Paid (2018) (Sigala amb Ella Eyre, Meghan Trainor i French Montana)